# Nova Muixeranga d'Algemesí
La Nova Muixeranga d'Algemesí es una muixeranga nacida en 1997 para incorporar a la mujer a la actividad. Hasta ese momento, la participación de las mujeres en la muixeranga había estado vetada. Se creó por un grupo de personas de Algemesí, tanto mujeres como varones, que se oponían a dicha discriminación. Está considera heredera, junto con la Muixeranga d'Algemesí, de la tradición histórica que se remonta a 1733.
Es una colla (nombre tradicional de estas agrupaciones) muixeranguera que ha adoptado la forma jurídica de asociación cultural. Las personas que la forman afirman que admiten la tradición como fuente de cultura. Al tiempo se declara una entidad participativa y transgresora, siendo una de les primeras collas en admitir la participación plena de las mujeres y también en llevar sus actividades más allá del entorno tradicional del pueblo de origen.

## Origen
En 1996, el Ball dels Locos de l’Olleria fue la primera muixeranga que incorporó a las mujeres. Fue un gran paso adelante que muchas otras formaciones muixerangueras imitaron, de manera que la mujer se incorporó de forma completa a la tradición. Una de estas collas fue la Nova Muixeranga d’Algemesí, nacida en 1997 y que se propuso, entre otros objetivos, difundir esta actividad y sacarla de los límites estrictamente locales a los que se había limitado hasta entonces.

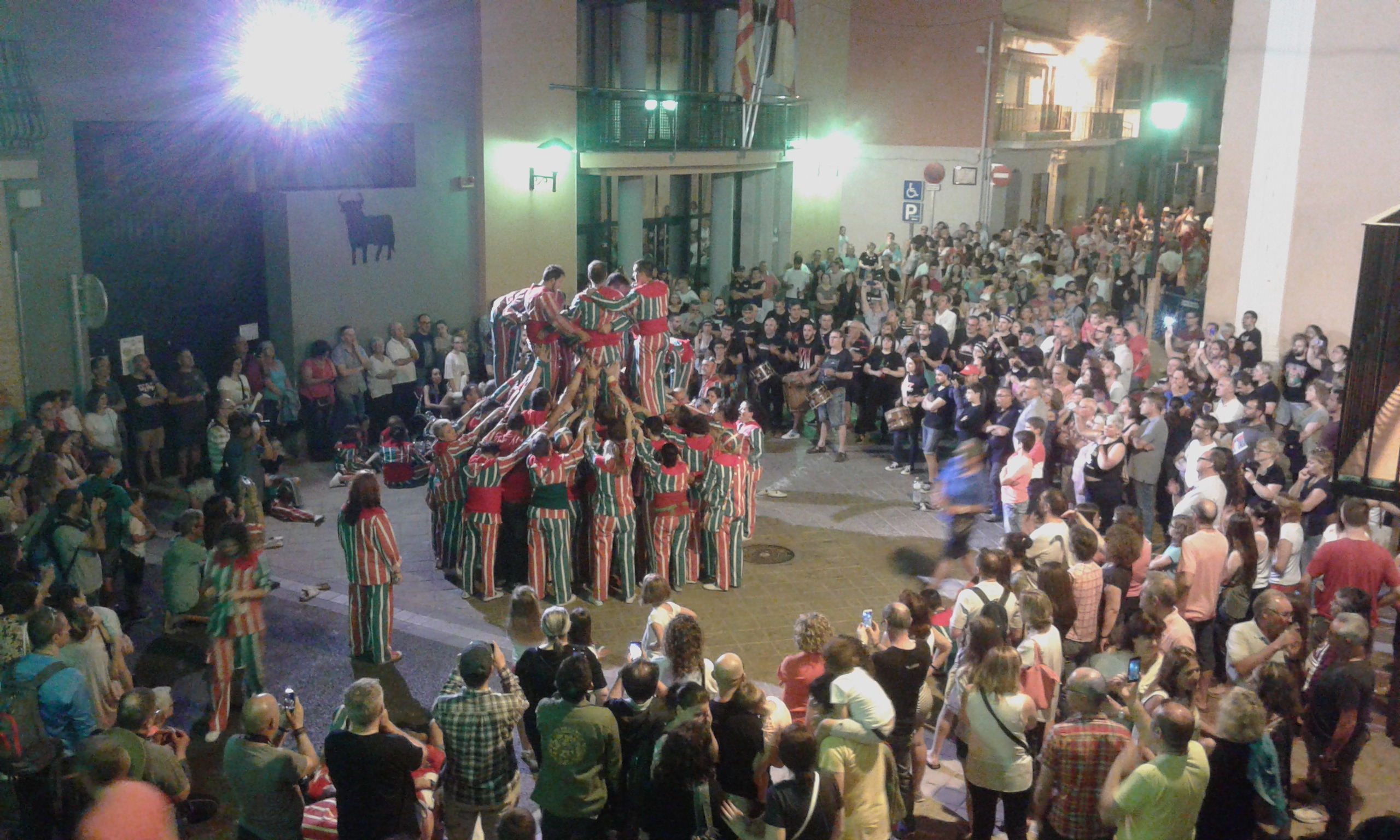
Actuación de la Nova Muixeranga d'Algemesí en Masalfasar

Los primeros ensayos de la colla tuvieron lugar el 13 de marzo de 1997 en los jardines traseros de la Capella de la Troballa -Capilla del Hallazgo, hace referencia a la leyenda local sobre la Virgen de la Salud- y no fue hasta casi un año más tarde, el 31 de enero de 1998, que se realizó la presentación oficial. En su segundo año de existencia, la asociación recibió el premio de la Federació de Dones Progressistes del País Valencià, así como el reconocimiento social implícito en un gran número de actuaciones. El 7 y 8 de septiembre de 1998 tomó parte por vez primera en los bailes de las Fiestas de Nuestra señora de la Salud de Algemesí. Estas fiestas son para la formación su actuación anual más importante.
Hacia 2006, la muixeranga estaba formada por poco más de doscientas personas, con una mayoría de habitantes de Algemesí, pero también con una presencia significativa de personas de municipios vecinos. La media de edad era ligeramente superior a veinticinco años, en parte por una importante participación infantil. Los ensayos tienen lugar en la Casa dels Esports d'Algemesí, aunque la asociación también dispone de una sede en la calle Nueva del Convento donde desarrolla sus actividades sociales.

## Indumentaria
El uniforme de la Nova Muixeranga consta de un gorro, una chaqueta recta -no entallada, con botones y un trozo de fieltro rojo cosido en los hombros- y unos pantalones largos, todo ello con rayas verticales rojas, verdes y blancas con una disposición arlequinada y de tela basta y resistente como la de los antiguos colchones, que era de la que se hacían tradicionalmente estos vestidos.
La elección del color verde se hizo para distingirse de la Muixeranga d'Algemesí, con la que comparte el resto de colores. El gorro tiene una disposición arlequinada de rayes similar a la de chaqueta y pantalón. Lleva una especie de orejeras laterales y se sujeta al cuello con una cinta roja, verde o blanca. La vestimenta se complementa con otros cinco elementos: faja, pañuelo, espardeñas, cirios y casco.

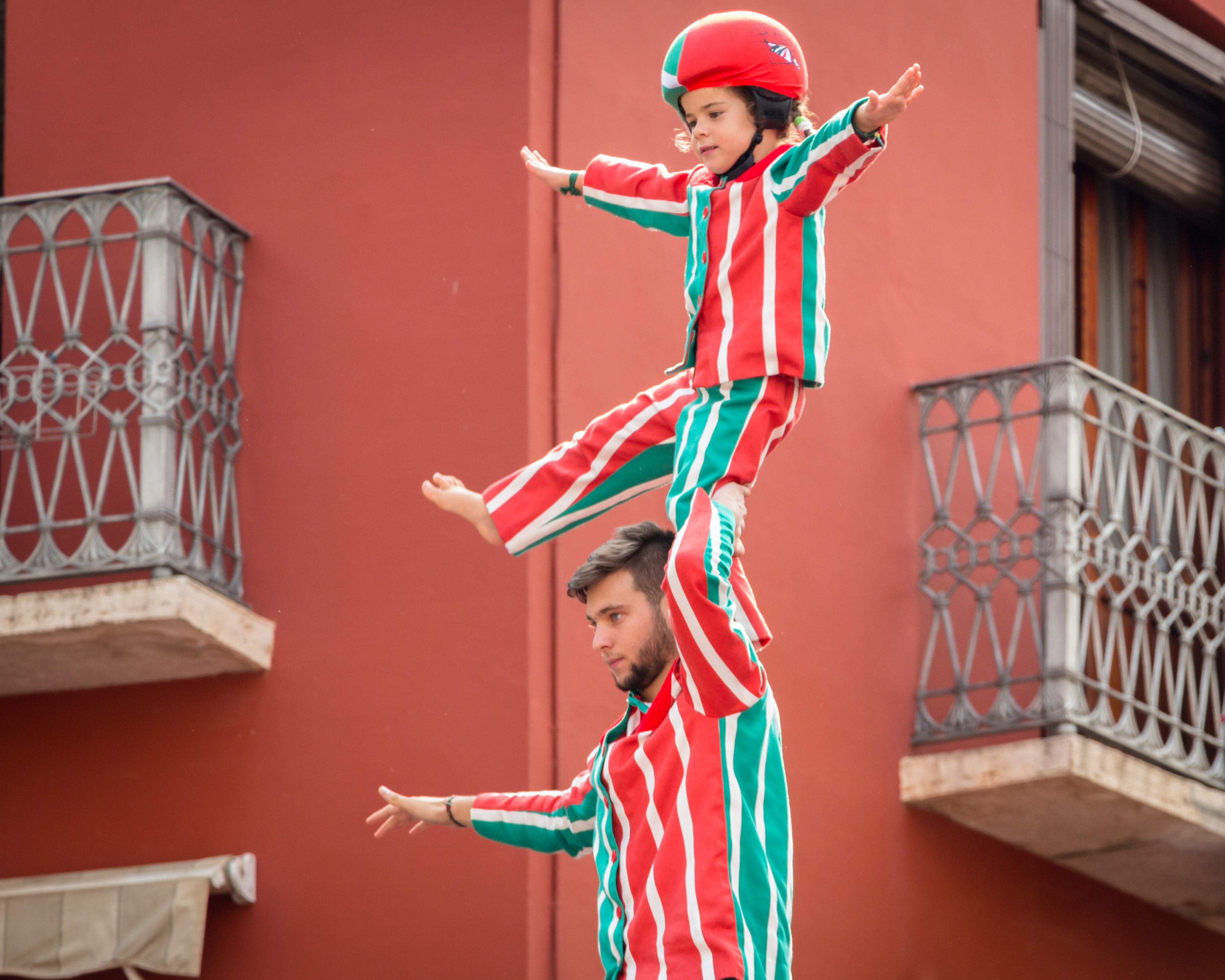
La niña del remate de la figura lleva el casco de seguridad

La faja (faixa), roja o verde, ceñida alrededor de la cintura, sirve como elemento de protección. Puede servir de ayuda a los muixerangueros cuando suben o bajan. No siempre está presente, ya que no es imprescindible si la posición que ocupa la persona ejecutante no la requiere.
Los pañuelos (mocadors) son de tela y de color rojo o verde. Se ponen las  muñecas y tienen diversas funciones. Además de proteger de lesiones en la articulación, evitan el contacto con el sudor. Ocasionalmente, en algunas figuras y algunos muixerangueros en concreto, se los ponen en el brazo de manera que sirvan de asidero para montar o desmontar la figura. Como calzado llevan espardeñas de careta o blancas, con suela de goma o esparto. El cirio se utiliza en el moment en la ejecución del baile, y ocasionalmente en algunas figuras.
El casco especial es un element incorporado en 2008 para garantirzar la seguridad del niño que remata las figures de cuatro niveles o más.

## La música
Son cuatro las melodías que acompañan la ejecución de las figuras plásticas y las torres humanas por parte de la Nova Muixeranga:
- El Florete o Ball. Suele abrir la salida en las procesiones de las fiestas de Nuestra Señora de la Salud. Se interpreta por parte de dulzaineros y tabaleteros los cuales, con un toque de aviso, preparan a los muixerangueros situados en dos filas con los cirios encendidos. Con la música marcan los movimientos de los danzantes.
- Dansa Plàstica. Esta es la pieza más representativa de todo el repertorio. También se la conoce como la Muixeranga. Se interpreta en la ejecución de la mayoría de figuras plásticas y torres humanas. Los tabaleteros inician el ritmo cuando comienza a organizarse la figura y lo mantienen hasta que la piña se disuelve. Los dulzaineros, en cambio, inician la melodía cuando se forma la segunda altura de la figura y la repiten hasta que se descarga.
- El Enterro. Para algunas fuentes "es en realidad un Dies Irae del Canto Litúrgico Gregoriano" (Cano, E. 2004). Acompaña a una figura móvil del mismo nombre que representa el sepelio y asunción de la Virgen y suele realizarse para entrar en la Basílica. El dulzainero ejecuta las primeras notas y los tabaleteros inician un redoble que mantienen durante toda la melodía posterior.
- La Aranya. Composición recuperada, junto con la figura del mismo nombre que la acompaña, en el año 2005 por la Nova Muixeranga en colaboración con Xavier Richart. Los tabaleteros inician el ritmo que mantienen hasta que se disuelve la figura, los dulzaineros inician la melodía cuando la figura está montada para comenzar a girar y la detienen para desmontarla.

## Organització
La organización tradicional de las collas muixerangueras se limitaba a la figura del mestre (maestro). No es ese el caso de la Nova Muixeranga d’Algemesí. Desde sus inicios en 1997, adoptó la estructura administrativa de una asociación, con presidente, junta y otros cargos. Por otra parte, los aspectos técnicos están a cargo de una variedad de figuras que apoyan el trabajo del mestre. Esta figura se mantiene, pero reforzada con submestre, jefes de equipo para las diferentes partes de las figuras –tronc, prealçadors, pinya- y otros responsables técnicos.
Uno de los signos distintivos que diferencia a la Nova Muixeranga desde su inicio es el papel de las mujeres, que han estado presentes como mestres, presidentas y en otros cargos.

### Mestres
- Raül Sanxis (marzo de 1997 - septiembre de 2001)[5]
- Germán Tortajada (septiembre de 2001 - diciembre de 2001)
- Ester Ferrer (diciembre de 2001 - diciembre de 2004)
- Eduard Ferrer (diciembre de 2004 - noviembre de 2005)
- Ester Ferrer (noviembre de 2005 - diciembre de 2005)
- Vicent Esteve "Tico" (diciembre de 2005 - octubre de 2007)
- Ester Ferrer (octubre de 2007 - noviembre de 2009)
- Rafa Cerezo (noviembre de 2009 - enero de 2011)
- Mariano Fraind (enero de 2011 - noviembre de 2014)
- Jaume Adam (noviembre de 2014 - diciembre de 2016)
- Ester Ferrer (diciembre de 2016 - junio de 2019)[5][6]
- Joan Nàcher (junio de 2019 - )[6]

### Presidentes
- Cristina Martínez (junio de 1998 - junio de 2000)
- Miquel Soriano (junio de 2000 - junio de 2001)
- Cristina Martínez (junio de2001 - diciembre de 2002)
- Tino Blasco (diciembre de 2002 - diciembre de 2003)
- Ana Baldoví (diciembre de 2003 - diciembre de 2004)
- Jaume Adam (diciembre de 2004 - diciembre de 2008)
- Paula Liébana (diciembre de 2008 - diciembre de 2009)
- Raül Sanxis (diciembre de 2009 - noviembre de 2013)
- Gemma Pellicer (noviembre de 2013 - noviembre de 2014)
- Alfredo Rosa (noviembre de 2014 - enero de 2017)
- Maria Esplugues (enero de 2017 - diciembre de 2017)
- Rebeca Climent (diciembre de 2017 - diciembre de 2019)
- Jaume Adam (diciembre de 2019 - ?)